# Street Fighter: The Movie (jogo para consoles)
Street Fighter: The Movie  é um jogo de luta lançado para o PlayStation e Sega Saturn em 1995.  O jogo é baseado no filme live-action de mesmo nome lançado em 1994, esse por sua vez se baseou na série de jogos de luta Street Fighter, o jogo usa imagens digitalizadas do elenco do filme. Embora compartilhe seu título com o jogo de arcade, esse jogo não é uma port, mas um jogo semelhante desenvolvido na mesma premissa. A versão inicial foi desenvolvida e publicada pela Capcom no Japão e lançada na América do Norte e Europa pela Acclaim Entertainment.

## Jogabilidade
Enquanto os gráficos consiste nas mesmas imagens digitalizadas do elenco do filme que também foram utilizados para a versão arcade, os sprites foram processadas de forma diferente, o fundo são todos diferentes e o sistema de combate é muito mais perto de Super Street Fighter II Turbo. Além dos movimentos especiais e super combos regulares, os jogadores também podem executar versões mais poderosas dos movimentos especiais de seus personagens, conhecidos como "Super Special Moves". Muito parecido com os "ES Moves", apresentados em Night Warriors e os "EX Specials", mais tarde introduzidos  em Street Fighter III 2nd Impact, um Super Especial exige que o medidor Super Combo esteja pelo menos meio cheio (após a parte preenchida do medidor ficar azul) e pode ser executado executando o mesmo comando que um Movimento Especial normal, mas pressionando dois botões de ataque em vez de 1. Quando o medidor do Super Combo está cheio, o jogador pode executar um número ilimitado de Super Especiais até que o jogador faça um Super Combo.
Existem quatro modos de jogo disponíveis. O modo single-player principal, "Movie Battle", é um modo baseado em histórias que segue a trama do filme. O jogador assume o controle de Guile, que está em uma missão para se infiltrar no Covil de M. Bison na cidade de Shadaloo. O jogador pode escolher entre diferentes pontos de ramificação após determinadas partidas, o que determina o número de oponentes que serão enfrentados antes do próximo ponto de ramificação, até chegar às partidas finais contra Sagat, Bison e Final Bison. Depois de concluir o modo Trial Mode, um videoclipe da música-tema do filme "Something There", de Chage & Aska, é reproduzido.
Os outros modos incluem um modo arcade chamado "Street Battle", onde o jogador pode escolher um personagem e enfrentar uma série de doze personagens controlados pelo computador, culminando com Zangief, Dee-Jay, Sagat e Bison; "Vs. Mode", um modo padrão para dois jogadores, como os das versões anteriores do Street Fighter para console ; e "Trial Mode", onde o jogador luta contra toda a lista, a fim de obter um recorde alto ou um tempo rápido. Durante uma batalha, os personagens tiveram novos temas musicais para este jogo.

## Personagens
A versão caseira de Street Fighter: The Movie apresenta muitos dos mesmos personagens de sua versão arcade, com algumas diferenças significativas em sua lista. O personagem original do filme Capitão Sawada é apresentado em ambas as versões, no entanto, seus movimentos especiais são diferentes dos que foram dados na versão arcade. Blade, personagem original do jogo de arcade, junto com a outra paleta trocada das tropas de Bison, não aparece nas versões domésticas; Akuma (Ernie Reyes Sr.), que era um personagem regular no jogo de arcade, é mais uma vez um personagem oculto, que só pode ser selecionado através de um código secreto e só pode ser combatido como o oponente final durante o Modo de Teste. Dois personagens do filme Street Fighter que não estavam na versão arcade também estão incluídos: Dee Jay (interpretado por Miguel A. Núñez Jr.) e Blanka (interpretado por Kim Repia). Raúl Juliá foi escolhido para reprisar seu papel como M. Bison para a versão de videogame. Embora ele tenha se encontrado com a equipe do jogo, ele já estava muito doente e, por fim, não pôde participar do projeto, pois morreu em outubro de 1994. Darko Tuscan, o dublê de Julia do filme, em vez disso, ocupou o papel. O único outro ator a não repetir seu papel no filme foi Robert Mammone, que interpretou Blanka, e o dublê Kim Repia foi contratado para realizar o complicado movimento de Blanka.

## Diferenças regionais
As versões para console foram lançadas como Street Fighter: Real Battle on Film (ストリートファイター リアル・バトル・オン・フィルム)) no Japão, para distingui-lo do jogo não relacionado de Street Fighter II Movie, baseado no filme de anime de mesmo título. Além das traduções de texto, as vozes para os personagens são diferentes entre as versões japonesa e inglesa do jogo. Assim como na dublagem japonesas do filme, os três grão-mestres de Street Fighter II que tiveram seus nomes trocados entre as versões japonesa e americana (Balrog, Vega e M. Bison) são referidos por nomes ocidentalizados na versão japonesa. Em contraste, Akuma é referido como Gouki na versão japonesa.